# Spetsnäbbad trädletare
Spetsnäbbad trädletare (Heliobletus contaminatus) är en fågel i familjen ugnfåglar inom ordningen tättingar.

## Utseende och läte
Spetsnäbbad trädletare är en liten ugnfågel med lång stjärt och kort men spetsig näbb. Den är mörkbrun på ryggen med ett beigegult ögonbrynsstreck och halsband, kraftigt streckat bröst och rostfärgad stjärt. Sången består av ett vass, ljust skallrande. 

## Utbredning och systematik
Fågeln förekommer i östra Paraguay, sydöstra Brasilien (Espírito Santo) och nordöstra Argentina. Den placeras som enda art i släktet Heliobletus.

## Levnadssätt
Spetsnäbbad trädklättrare hittas i bergsskogar. Där rör den sig akrobatiskt bland epifyter i trädtaket, på jakt efter insekter.

## Status och hot
Arten har ett stort utbredningsområde, men tros minska i antal, dock inte tillräckligt kraftigt för att den ska betraktas som hotad. Internationella naturvårdsunionen IUCN listar arten som livskraftig (LC).